# Мектеб (Енидже Вардар)
Мектебът (на турски: Sýbyân mekteb, начално училище) или Коранхане (Kurrâhâne) е историческа постройка от края на XVIII в. в град Енидже Вардар, Гърция. Погрешно е наричана Мавзолеят на Ахмед бей Евреносоглу (на гръцки: Μαυσωλείο του Αχμέτ Μπέη Εβρενόσογλου) или Тюрбето (Τουρμπές), 
Мектебът е разположен на продължението на улица „Странджа“, северно от Часовниковата кула. Първоначално Махиел Кийл я датира от втората половина на XV век, смятайки я за мавзолей на Ахмед бей. Че сградата е ползвана за училище се потвърждава и от Евлия Челеби, който казва, че Ахмед бей и Шейх Алахи са погребани в Шейх Илахи джамия.
Представлява двуетажна сграда с квадратен план и дължина на стените от 8,8 m, покрита с купол на осмоъгълен барабан. На горния етаж има михраб, което показва, че сградата е функционирала и като джамия. Достъп до втория етаж е по дървена стълба на северната страна. На приземния етаж има две сводести врати в северната и южната страни. Десет сводести прозорци осигуряват осветлението на етажа. Зидарията е от варовик и тухли, а куполът – от тухли.
В 1976 година мектебът е обявен за паметник на културата.